# Low-density parity-check code
Low-density Parity-check codes ofwel LDPC codes zijn in de coderingstheorie foutcorrigerende codes die datacommunicatie dicht bij de Shannonlimiet mogelijk maken. LDPC codes zijn qua prestatie en complexiteit vergelijkbaar met turbocodes.
Al in 1962 heeft Robert Gallager LDPC codes en een bijbehorend iteratief decoderingsalgoritme als eerste beschreven; in 1963 volgde zijn boek "Low-Density Parity-Check Codes" (ISBN 0-262-57177-3). De volgende tientallen jaren hebben LDPC codes een sluimerend bestaan geleid omdat de toenmalige computers niet voldoende rekencapaciteit hadden om LDPC codes met zinnige bloklengte te decoderen. Pas na de ontdekking van Turbocodes, werden LDPC codes in 1996 "herontdekt" door het werk van David MacKay en Radford Neal.
LDPC codes verschillen significant van Trelliscodes en blokcodes omdat de complexiteit van de decoderingsalgoritme lineair is met de bloklengte en omdat de manier om een LDPC code te maken gebaseerd is op willekeur.
LDPC codes worden onder andere gebruikt in WiMAX en DVB-S2.